# 1995 BP1
1995 BP1 är en asteroid i huvudbältet som upptäcktes 25 januari 1995 av den japanska astronomen Takao Kobayashi vid Ōizumi-observatoriet.
Asteroiden har en diameter på ungefär 10 kilometer.